# Mary-Kate e Ashley Olsen
Mary-Kate Olsen (Los Angeles, 13 giugno 1986) e
Ashley Fuller Olsen (Los Angeles, 13 giugno 1986) sono due stiliste, imprenditrici ed ex attrici statunitensi gemelle. Sono apparse in televisione e al cinema sin dall'infanzia. Da allora hanno acquisito una certa notorietà anche all'estero, grazie a numerosi programmi televisivi, film, interviste e pubblicità nei quali appaiono sempre insieme.
Le gemelle Olsen fanno il loro debutto come attrici appena bambine condividendo il ruolo di Michelle Tanner nelle serie televisiva statunitense Gli amici di papà. All'età di sei anni, Mary-Kate e Ashley cominciano ad apparire insieme in televisione, in film e in produzioni DVD in proprio finanziate dalla loro compagnia, la Dualstar, che, già da bambine fino alla loro adolescenza, ha prodotto, oltre che produzioni cinematografiche e televisive, anche gadget, videogiochi, raccolte musicali e linee di moda a nome delle due gemelle. Grazie ad essa, con oltre 3 000 punti vendita negli Stati Uniti e 5 300 in tutto il mondo, le gemelle Olsen si classificano come le giovani donne più ricche dell'intera industria dell'intrattenimento. Dal 2005, se non in alcune apparizioni occasionali della sola Mary-Kate, le gemelle cessano la loro carriera come attrici e si dedicano al mondo della moda. Esse sono le stiliste di diverse linee di alta moda come The Row, per cui nel 2013 hanno vinto il premio come migliori disegnatrici di capi femminili ai Council of Fashion Designers of America, meglio conosciuti come CFDA, Elizabeth & James e altre due dai prodotti più accessibili agli acquirenti più giovani, Olsenboye e StyleMint.

## Biografia e carriera
Le gemelle Olsen sono nate il 13 giugno del 1986 a Sherman Oaks, in California, figlie di David "Dave" Olsen (1953) e Jarnette "Jarnie" Jones, (1954). Molto diverse caratterialmente, nonostante sembrino gemelle monozigoti, in realtà sono dizigoti. Hanno un fratello maggiore, Trent, e una sorella minore, Elizabeth, anch'ella attrice che ha fatto il suo debutto proprio in certe produzioni delle gemelle, e due fratellastri, Taylor e Jake. I genitori di Mary-Kate e Ashley divorziarono infatti nel 1995 e Taylor e Jake sono i figli del padre avuti con la seconda moglie, McKenzie Olsen. Le gemelle Olsen hanno origini inglesi e norvegesi.

### Carriera come attrici
Nel 1987, all'età di 6 mesi, le gemelle fanno un casting per il ruolo di Michelle Tanner nella serie Gli amici di papà. Le riprese sono cominciate quando avevano solo 9 mesi. Per via delle leggi sul lavoro minorile e dell'orario limitato durante il quale le gemelle potevano restare sul set, Mary-Kate e Ashley facevano a turno per l'interpretazione. Le sorelle hanno continuato ad interpretare il ruolo di Michelle fino alla fine del programma, nel 1995.

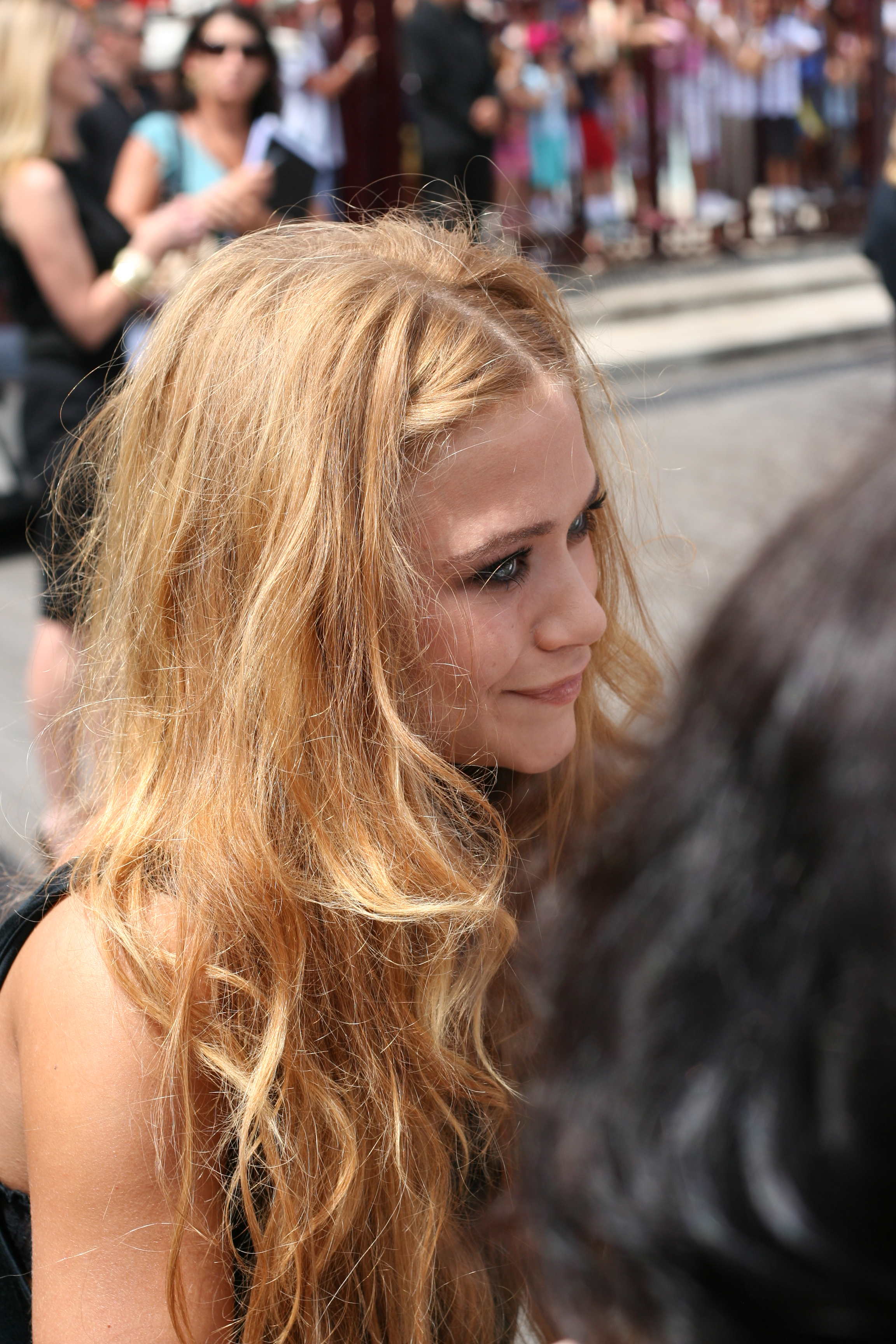
Mary-Kate Olsen a Sydney nel 2006

Nel 1992, Mary-Kate e Ashley condividono nuovamente il ruolo di Michelle Tanner in una comparsa speciale in un episodio dello spin-off de Gli amici di papà, Mr. Cooper. Durante le riprese de Gli amici di papà, le Olsen cominciarono ad apparire (come personaggi distinti) anche in lungometraggi televisivi e in DVD. Il primo di questi film, Nonna stiamo arrivando, debutta nel 1992 e conta diverse apparizioni speciali di diversi altri attori della serie Gli amici di papà. Nel 1993 a nome delle gemelle Olsen viene creata la compagnia d'intrattenimento Dualstar, che negli anni successivi avrebbe prodotto i lungometraggi e i cortometraggi in cui le due gemelle figurano protagoniste, come il film dello stesso anno Due magiche gemelle e il film del 1994 Due gemelle nel Far West. Dal 1994 fino al 1997 verrà inoltre prodotta una serie di cortometraggi musicali distribuiti in DVD dal titolo The Adventures of Mary-Kate & Ashley a tema mistero per un totale di 11 episodi.
Nel 1995, in seguito alla conclusione de Gli amici di papà, le gemelle Olsen fanno il loro debutto in un film cinematografico in Matrimonio a 4 mani al fianco degli attori Steve Guttenberg e Kirstie Alley. Nello stesso anno viene annunciata una seconda serie di DVD, You're Invited to Mary-Kate & Ashley's... per un totale di 10 cortometraggi prodotti fino al 2000.
L'anno successivo le gemelle Olsen hanno fatto un'apparizione speciale in un episodio della soap oper La valle dei pini. Nel 1997 appaiono nuovamente come comparse speciali in un episodio della serie televisiva Sister Sister. Successivamente, nel 1998, le gemelle ritornano a recitare in una serie televisiva con un'altra sitcom della ABC, Due gemelle e una tata al fianco di Christopher Sieber nei panni del padre vedovo delle sorelle. La serie si è prolungata solo per una stagione, ma la trasmissione della serie non è cessata per diversi anni a seguire. Nello stesso anno esce anche Due gemelle per un papà, il primo film di una nuova serie di lungometraggi distribuiti in DVD con Mary-Kate e Ashley Olsen come protagoniste. L'ultimo di essi, invece, è il film Due gemelle quasi famose, uscito nel 2003.
Nel 2000 le Olsen appaiono in un episodio della serie televisiva Settimo cielo nelle vesti delle delinquenti Sue e Carol Murphy. L'anno seguente le sorelle prendono parte a due nuove serie televisive, Due gemelle e un maggiordomo, una serie TV trasmessa su Fox Family (e successivamente anche sulla ABC) e Mary-Kate and Ashley in Action!, una serie animata doppiata dalle stesse Olsen trasmessa ogni sabato mattina sulla ABC. Entrambe le serie si concludono dopo un'unica stagione, d'altra parte Mary-Kate viene nominata per un Daytime Emmy Award per la sua performance in Due gemelle e un maggiordomo.
All'inizio del 2004 Mary-Kate e Ashley doppiano brevemente una parte di un episodio della serie animata statunitense I Simpson come le lettrici del libro di Marge, The Harpooned Heart. Nello stesso anno, inoltre, le gemelle appaiono in un nuovo film cinematografico, Una pazza giornata a New York. Il film sarà la loro ultima interpretazione insieme (nonché la più nota) così come l'ultimo ruolo come attrice di Ashley mentre Mary-Kate apparirà ancora per diverso tempo in ruoli secondari al cinema e in televisione.

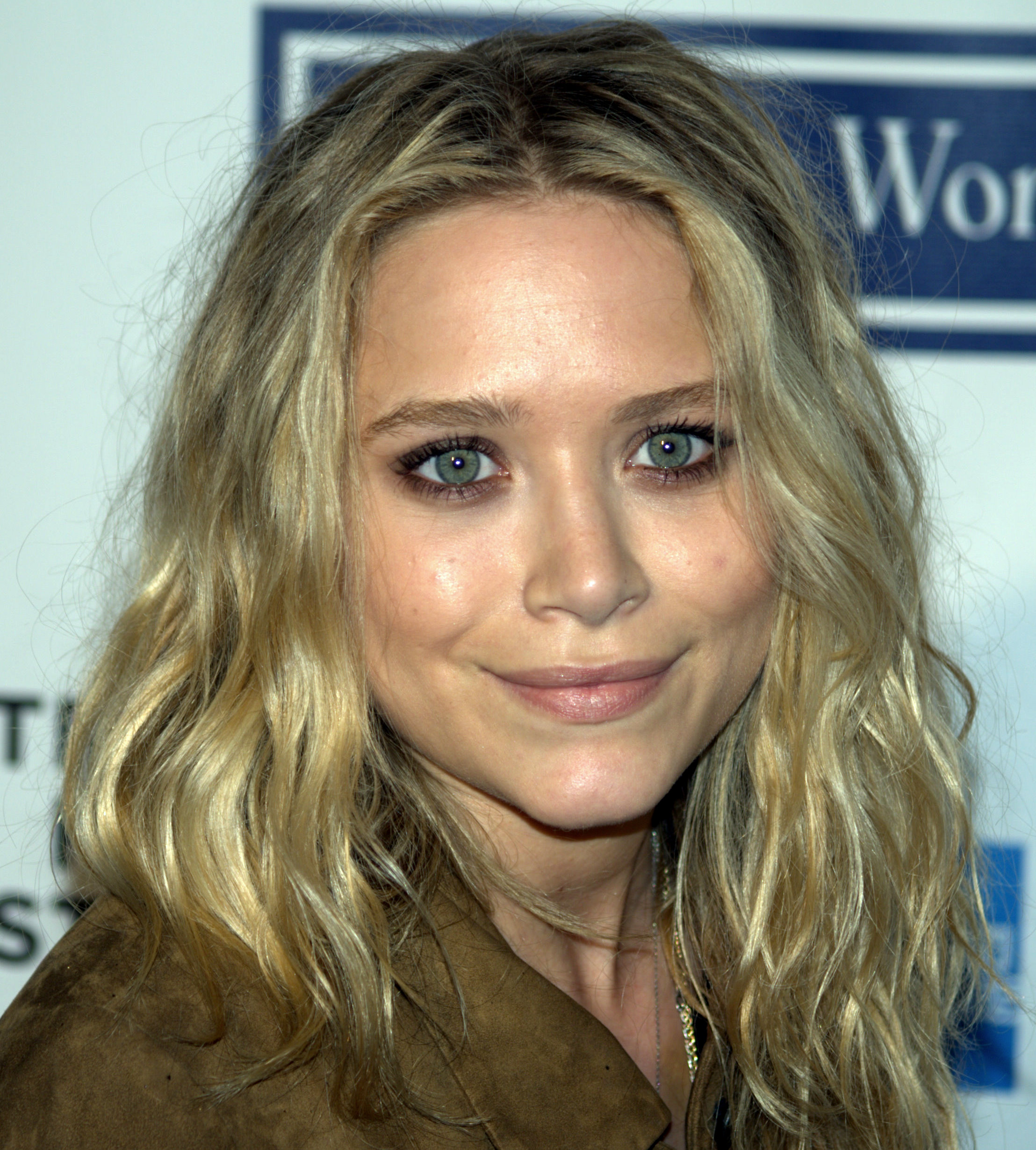
Mary-Kate Olsen al Tribeca Film Festival del 2009

La prima apparizione della sola Mary-Kate è stata quella nel film Factory Girl, uscito nel dicembre del 2006. L'unica scena in cui era presente Mary-Kate fu rimossa dalla versione definitiva proiettata sul grande schermo, ma è stata inclusa nella versione DVD. Nel 2007 la Olsen ottiene il ruolo ricorrente di Tara Lindman nella terza stagione della serie televisiva Weeds. Nel 2008 interpreta il ruolo di Union nel film Fa' la cosa sbagliata e al Sundance Film Festival verrà premiata per la sua interpretazione dal collega del medesimo film, Ben Kingsley, vincitore peraltro di un Premio Oscar. Nello stesso anno la Olsen fa anche un'apparizione speciale in un episodio della serie televisiva della ABC Samantha chi? nei panni di una ragazza autolesionista che la protagonista Samantha cerca di aiutare. La Olsen appare nuovamente sul grande schermo nel film del 2011 Beastly, rivisitazione moderna della fiaba de La bella e la bestia, nei panni della strega.
Nel 2007 Mary-Kate e Ashley, allora ventunenni, dichiarano che se dovessero ritornare a collaborare nell'ambito dell'industria cinematografica lo avrebbero fatto non come attrici, bensì come produttrici. Nel 2009 interpretano un piccolo ruolo ne La strategia di Adam. Nell'ottobre del 2013 Ashley appare insieme ad altre celebrità nel video musicale City of Angels del gruppo rock statunitense Thirty Seconds to Mars. Nel 2015 la Nickelodeon ha acquistato i diritti per la distribuzione dei lungometraggi delle Olsen.

### Carriera nella moda
Crescendo le sorelle Olsen hanno da sempre espresso un sempre più grande interesse nelle loro scelte di stile e lo stesso New York Times dichiarerà Mary-Kate un'icona di stile per il suo riconoscibile vestiario (popolare fra altre celebrità ed emulato dai fan) in stile da "senzatetto". Il look in particolare, solitamente definito dalle riviste di moda come "ashcan" o "bohemian-bourgeois", è molto simile allo stile boho-chic reso popolare in Inghilterra dalle modelle Kate Moss o Sienna Miller. Il look presenta occhiali da sole smisurati, stivali, grandi e lunghe giacche, gonna lunga e diversi accessori.

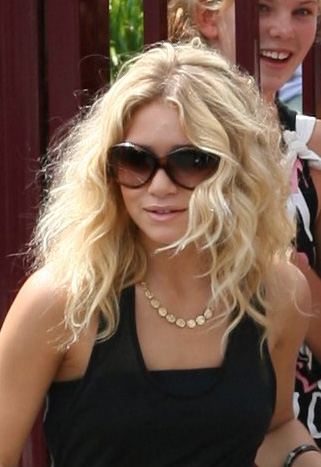
Ashley Olsen nel 2006 a Sydney

Il primo investimento nell'industria della moda delle gemelle Olsen fu una linea di moda per ragazze dai 4 ai 14 anni venduta nei negozi Wal-Mart in Nord America così come la loro linea di prodotti di bellezza chiamata Mary-Kate and Ashley: Real fashion for real girls. Nel 2004, fece notizia la loro decisione di concedere un congedo completo di maternità a tutte le loro dipendenti bisognose dei loro negozi in Bangladesh. Il comitato del lavoro Nazionale riconobbe alle gemelle la loro attenzione ai diritti dei lavoratori.
Nel 2006, con l'intento di ottenere credibilità nel mondo della moda dopo che la loro collaborazione con Wal-Mart aveva offuscato la loro reputazione come stiliste, viste troppo commerciali e "banali", vengono scelte come volto della nuova linea di moda Badgley Mischka. Mary-Kate e Ashley vengono nominate fra le celebrità meglio vestite e nel 2011 creano una collezione di borse con la loro linea Olsenboye di cui il ricavato è stato donato alla fondazione benefica "Pennies From Heaven".
Le Olsen hanno anche disegnato personalmente la loro propria linea di alta moda chiamata, ispirandosi alla via di Londra Savile Row, The Row. Nel 2007 creano la linea chiamata Elizabeth & James, una collezione contemporanea ispirata dai vari dettagli vintage tipici del loro stile personale. Mary-Kate e Ashley hanno chiarito che il nome della loro seconda linea di moda non si riferisce ai nomi dei rispettivi fratello e sorella. In collaborazione con il marchio J.C. Penney hanno realizzato un'ulteriore linea di abbigliamento femminile chiamata Olsenboye, e una linea di T-shirt, StyleMint. Nel 2008 le sorelle Olsen pubblicano il loro primo libro intitolato Influence, una raccolta di interviste di molti dei più promettenti individui nell'industria della moda. Nell'agosto del 2013 le gemelle creano un'ulteriore linea di moda ad Oslo, in Norvegia.
Nel 2011 Mary-Kate e Ashley collaborano con il marchio TOMS Shoes per finanziare la produzione di scarpe destinate ai bambini non disposti di calzature in più di 20 Stati in situazione di povertà in tutto il mondo. Mary-Kate e Ashley sono attualmente le direttrici creative del marchio italiano di calzature Superga. Nella primavera del 2013 Mary-Kate e Ashley hanno lanciato un profumo della linea Elizabeth &James, Nirvana. Attualmente la linea StyleMint è presente anche nel Regno Unito.
Nel 2015 Mary-Kate e Ashley vengono candidate come membri del CFDA (Council Of Fashion Designers of America).

## Successo commerciale e popolarità
Mary-Kate e Ashley hanno avuto un loro personale fanclub fino al 2000, il Mary-Kate & Ashley's Fun Club, dove i loro fan potevano pagare per ricevere oggetti da collezione e fotografie di Mary-Kate e Ashley. Ogni iscrizione includeva un abbonamento alla rivista del fanclub di Mary-Kate e Ashley, Our Funzine, disponibile solo per i membri del club, e un catalogo di oggetti collezionabili come T-shirt, poster, cappelli da baseball, portachiavi, quaderni scolastici, cartoline e molti altri tipi di prodotti. Gli abbonati ricevevano inoltre in seguito all'iscrizione anche un regalo "a sorpresa" (solitamente portachiavi, estratti di libri o articoli inediti del Funzine), stampe dei testi delle canzoni di Mary-Kate e Ashley, un quaderno scolastico, una tessera di appartenenza al club, un poster delle gemelle a grandezza naturale, due fotografie in bianco e nero (una per ognuna delle ragazze) e una fotografia a colori autografata. Fino al 1998, all'inizio dei film delle gemelle, veniva anche dedicata una breve pubblicità del club.

## Vita privata
Ashley è affetta dalla nascita della sindrome da deficit di attenzione e iperattività, ragione per cui da quando era bambina ha fatto costantemente uso di Ritalin. Il 20 novembre 2007 Mary-Kate è stata ricoverata in ospedale per aver riportato un'infezione ad un rene.
Mary-Kate Olsen ha rotto il fidanzamento con il pittore Nate Bowman nel 2010 mentre nel maggio 2012 Mary-Kate Olsen ha iniziato a frequentare il banchiere Olivier Sarkozy, fratellastro dell'ex presidente della Francia Nicolas Sarkozy. La Olsen e Sarkozy si sono sposati il 27 novembre 2015 nella loro residenza privata a New York. La coppia ha divorziato nel maggio 2020.
Ashley Olsen è stata legata dal 2008 al 2011 all'attore Justin Bartha, mentre dal 2017 è legata all'artista Louis Eisner. La coppia si è sposata nel 2022. Nel 2023 nasce il loro primo figlio, Otto.

### Controversie
Nella metà del 2004 Ashley rivela che la sorella Mary-Kate è stata presa in cura in un centro di riabilitazione per anoressia nervosa e dipendenza da droghe e farmaci. Successivamente, a fronte di una campagna per Got Milk?, una campagna salutista che incoraggia al consumo di latte bovino, per cui le gemelle Olsen hanno offerto la loro partecipazione pubblicitaria, è stata riportata la notizia di piena guarigione della Olsen.
Nel 2009 Ashley ha fatto causa alla rivista di gossip National Enquirer, chiedendo 40 milioni di dollari di risarcimento, per aver diffuso notizie false riguardo a un suo fantomatico coinvolgimento in uno scandalo sulla droga.

## Filmografia

### Collettivamente
- Gli amici di papà (Full House) – serie TV, 191 episodi (1987-1995)
- Mr. Cooper (Hangin' with Mr. Cooper) – serie TV, episodio 1x02 (1992)
- Nonna stiamo arrivando (To Grandmother's House We Go), regia di Jeff Franklin (1992) – film TV
- Our First Video, regia di Michael Kruzan (1993) – cortometraggio
- Due magiche gemelle (Double, Double, Toil and Trouble), regia di Stuart Margolin (1993) – film TV
- Due gemelle nel Far West (How the West Was Fun), regia di Stuart Margolin (1994) – film TV
- Piccole canaglie (The Little Rascals), regia di Penelope Spheeris (1994) – cameo
- The Adventures of Mary-Kate & Ashley – serie TV, 11 episodi (1994-1997)
- Matrimonio a 4 mani (It Takes Two), regia di Andy Tennant (1995)
- You're Invited to Mary-Kate & Ashley's... – serie TV, 10 episodi (1995-2000)
- Sister, Sister – serie TV, episodio 4x21 (1997)
- Our Music Video, regia di Alan Julian e Michael Kruzan (1997) – cortometraggio
- Due gemelle per un papà (Billboard Dad), regia di Alan Metter (1998) – film TV
- La valle dei pini (All My Children) – soap opera, 1 episodio (1998)
- Due gemelle e una tata (Two of a Kind) – serie TV, 22 episodi (1998-1999)
- Due gemelle a Parigi (Passport to Paris), regia di Alan Metter (1999) – film TV
- Due gemelle nel pallone (Switching Goals), regia di David Steinberg (1999) – film TV
- Settimo cielo (7th Heaven) – serie TV, episodio 5x08 (2000)
- Due gemelle in Australia (Our Lips Are Sealed), regia di Craig Shapiro (2000) – film TV
- Mary-Kate & Ashley's Fashion Forward, regia di Steve Purcell (2001) – documentario
- Due gemelle a Londra (Winning London), regia di Craig Shapiro (2001) – film TV
- Due gemelle e un maggiordomo (So Little Time) – serie TV, 26 episodi (2001-2002)
- Holiday in the Sun, regia di Steve Purcell (2001) – film TV
- Mary-Kate and Ashley in Action! – serie TV, 26 episodi (2001-2002) – voce
- Due gemelle on the road (Getting There), regia di Steve Purcell (2002) – film TV
- Due gemelle a Roma (When in Rome), regia di Steve Purcell (2002) – film TV
- Due gemelle quasi famose (The Challenge), regia di Craig Shapiro (2003) – film TV
- Charlie's Angels - Più che mai (Charlie's Angels: Full Throttle), regia di McG (2004) – cameo
- I Simpson (The Simpsons) – serie TV, episodio 15x10 (2004) – voce
- Una pazza giornata a New York (New York Minute), regia di Dennie Gordon (2004)

### Solo Mary-Kate
- Factory Girl, regia di George Hickenlooper (2006)
- Weeds – serie TV, 8 episodi (2007)
- Samantha chi? (Samantha Who?) – serie TV, episodio 2x20 (2008)
- Fa' la cosa sbagliata (The Wackness), regia di Jonathan Levine (2008)
- Beastly, regia di Daniel Barnz (2011)

### Solo Ashley
- La strategia di Adam (The Jerk Theory), regia di Scott S. Anderson (2009) – cameo

## Premi e riconoscimenti

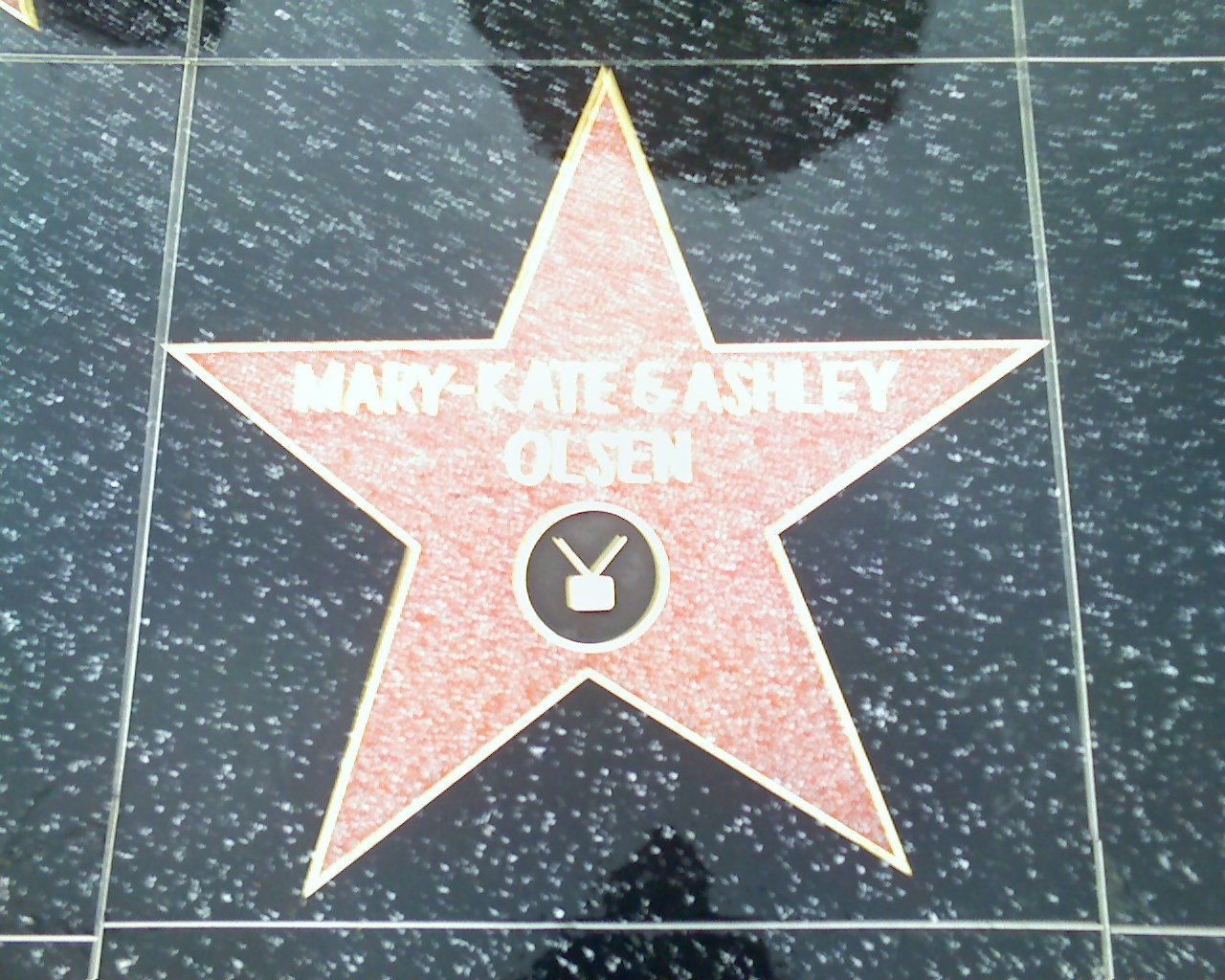
Stella sulla Hollywood Walk of Fame dedicata alle gemelle Olsen nel 2004.

Young Artist Award
- 1989: Vinto – Miglior giovane attore/attrice sotto i cinque anni – Gli amici di papà
- 1990: Vinto – Miglior performance di un'attrice sotto i nove anni – Gli amici di papà
- 1992: Vinto – Miglior performance di un'attrice sotto i dieci anni – Gli amici di papà
- 1994: Vinto – Miglior giovane attrice in una miniserie TV o film TV – Due magiche gemelle
- 1996: Nomination – Miglior performance di un'attrice sotto i dieci anni – Matrimonio a quattro mani

Kids' Choice Awards
- 1996: Vinto – Miglior attrice in un film – Matrimonio a quattro mani
- 1999: Vinto –  Miglior attrice televisiva – Due gemelle e una tata

Daytime Emmy Awards
- 2002: Nomination – Miglior performer in una serie TV per ragazzi – Due gemelle e un maggiordomo

Teen Choice Awards
- 2004: Nomination – Miglior arrossimento di guance in un film (per Ashley Olsen) – Una pazza giornata a New York

TV Land Awards
- 2004: Nomination – Miglior famiglia non tradizionale in una serie TV (con Candace Cameron Bure, Dave Coulier, Lori Loughlin, Bob Saget, John Stamos e Jodie Sweetin) – Gli amici di papà

CFDA Awards
- 2014: Vinto – Miglior linea d'abbigliamento femminile dell'anno – The Row

## Doppiatrici italiane
- Alessia Amendola in Due gemelle per un papà, Due gemelle a Parigi, Due gemelle in Australia, Matrimonio a quattro mani, Due gemelle quasi famose (Ashley), Fa' la cosa sbagliata (Mary-Kate), Due gemelle on the road (Ashley)
- Eva Padoan in Due gemelle nel pallone (entrambe), Una pazza giornata a New York (Mary-Kate), Due gemelle e una tata (Mary-Kate), Due gemelle quasi famose (Mary-Kate)
- Perla Liberatori in Due gemelle on the road (Mary-Kate), Due gemelle a Roma, Due magiche gemelle
- Joy Saltarelli ne Gli amici di papà
- Letizia Ciampa in Due gemelle e una tata (Ashley)
- Patrizia Mottola in Due gemelle e un maggiordomo (Mary-Kate)
- Sonia Mazza in Due gemelle e un maggiordomo (Ashley)
- Gemma Donati in Una pazza giornata a New York (Ashley)
- Federica De Bortoli in Due gemelle a Londra (Mary-Kate)
- Barbara De Bortoli in Due gemelle a Londra (Ashley)
- Ilaria Latini in Weeds (Mary-Kate)
- Laura Latini in Beastly (Mary-Kate)